# Vava (rappeuse)
Vava, de son vrai nom Mao Yanqi (chinois: 毛衍七), née le 29 octobre 1995, est une chanteuse chinoise de hip-hop.

## Biographie
Née à Ya'an dans la province du Sichuan, en Chine, avec une histoire familiale mouvementée, Vava a commencé sa carrière de chanteuse à l'âge de 16 ans. N'ayant pas pu accéder à une école d'art à cause des frais de scolarité trop élevés pour sa famille, elle se rend en 2013 à 18 ans seule à Pékin pour commencer la création de musique en tant que professionnelle, à une époque où la scène hip-hop chinoise n'est pas encore très développée,.
Elle commence à se faire connaître dès 2014 avec la chanson This Tune, chantée avec Wang Xiaolong, et est aujourd'hui l'un des principaux représentants de la musique hip-hop chinoise.

## Carrière professionnelle
En octobre 2017, Vava sort le clip vidéo musical My New Swag (chinois: 我的新衣) avec Ty. et 王倩倩 qui cumule plus de 30 millions de vues sur YouTube. Ce titre intégrera par la suite la bande originale du film Crazy Rich Asians, marquant un nouveau succès international pour la jeune rappeuse.